# Liste de prénoms iraniens
 (septembre 2012).
Si vous disposez d'ouvrages ou d'articles de référence ou si vous connaissez des sites web de qualité traitant du thème abordé ici, merci de compléter l'article en donnant les références utiles à sa vérifiabilité et en les liant à la section « Notes et références ».
- Haut – A
- B
- C
- D
- E
- F
- G
- H
- I
- J
- K
- L
- M
- N
- O
- P
- Q
- R
- S
- T
- U
- V
- W
- X
- Y
- Z

Voici une liste non-exhaustive de prénoms répandus en Iran. Celle-ci comprend à la fois les prénoms iraniens qui trouvent leur origine dans l'Iran pré-islamique, dont certains ont été empruntés au poème épique de Ferdowsi, le Shâh Nâmeh (ex. : Babak, Esfandyar, Katayoun, Sohrab, Tahmineh, etc.), et d'autres dans l'Iran islamique (ex. : Ali, Mohammad, Mohsen, Morteza, etc.).

## A

### Prénoms masculins
- Adel (d'origine musulmane)
- Afshin (titre royal, utilisé à l'origine par les rois de Sogdiane)
- Ahoura
- Alborz (chaîne de montagnes d'Iran)
- Ali (d'origine musulmane)
- Alisina (d'origine musulmane)
- Alireza (d'origine musulmane)
- Amir (d'origine musulmane)
- Arash
- Ardashir, Ardeshir (par la vérité)
- Arya, Aria
- Arshad
- Arman, Armand
- Arian
- Arsham (roi de Perse)
- Arta
- Ashem
- Ashkan (Arsace)
- Atash (feu)
- Azad (libre)
- Aydin (d'origine turque)

### Prénoms féminins
- Anahita (déesse des eaux, de la fertilité et de la sagesse)
- Anousha, Anusheh, Anousheh
- Alina
- Aida
- Arezu, Arezoo (d'origine turque)
- Astar
- Atefeh
- Atiyeh
- Atusa, Atoosa (reine des Achéménides)
- Ava
- Avine
- Avideh
- Azadeh (Liberté)
- Azar (feu sacré), 3e mois de l'automne, venant du vieux mot zoroastrien
- Azita

## B

### Prénoms masculins
- Bâbak (personnage dans Shâh Nâmeh)
- Bahman (intelligent)
- Bahram (victoire)
- Bamdad (matinal)
- Bardiyâ (prince de Perse)
- Behrdâd
- Benyâmin (équivalent de Benjamin, d'origine hébraïque)
- Bayazid (d'origine musulmane)
- Behnâm (honorable)
- Behrang (belle couleur)
- Behzâd
- Behruz, Behrouz (fortuné, chanceux)
- Bijan (personnage du Livre des Rois de Ferdowsi)

### Prénoms féminins
- Bahareh (celle qui apporte le printemps, fleur de printemps)
- Bânu, Banou (demoiselle)
- Baharak (printemps)
- Banafsheh (violette)
- Behnâz
- Behkameh
- Bita, Beeta (unique)

## C

### Prénoms masculins
- Chahab (météore - d'origine arabe)
- Changiz (référence à Gengis Khan - d'origine turque)
- Chayan
- Cyrus (empereur d'Iran, signification en lien avec le soleil)
- Cambyse

### Prénoms féminins
- Chalipa (franchir, traverser)
- Chehreh (visage)

## D

### Prénoms masculins
- Dalir (brave)
- Dadbeh
- Dânâ
- Dâriush, Darius (empereur de Perse)
- Dâvud, Davood (équivalent de David, d'origine hébraïque)
- Derafsh
- Dara
- Dastan (un conte)
- Djamshid, voir Jamshid, empereur mythique d'Iran

### Prénoms féminins
- Dariâ (la mer)
- Delaram (cœur calme)
- Delbar (charmante)
- Delkash (attractive)
- Dina (la religion)
- Dorreh (perle)
- Dorrin
- Donyâ (monde, d'origine turque)

## E

### Prénoms masculins
- Ebrâhim (équivalent d'Abraham, d'origine hébraïque)
- Ehsan (bonté, valeur, d'origine arabe)
- Esfandyar, Esfandiar (personnage dans Shâh Nâmeh)
- Eskandar (équivalent d'Alexandre)

### Prénoms féminins
- Ehterâm (respect, d'origine arabe)
- Elham (inspiration, révélation, d'origine arabe)
- Elnâz (charme)
- Elâheh (divine, d'origine musulmane)
- Erade
- Emna
- Esther (d'origine hébraïque)

## F

### Prénoms masculins
- Faramarz
- Farbod (droit)
- Farhad (pelle des mines, personnage du conte de Khosrow et Shirin)
- Farid (d'origine arabe)
- Farrokh (heureux, auspicieux)
- Farrokhzâd (né de Farrokh)
- Farnoush
- Farshid
- Farshad
- Farzad
- Farouz ou Firuz (victorieux)

### Prénoms féminins
- Fahimeh (d'origine arabe)
- Farah (joie, d'origine arabe)
- Farang
- Farangis (personnage du Shâh Nâmeh)
- Fariba
- Faridah / Farideh ((unique ou précieux), d'origine arabe)
- Farnaz (coquette, splendide)
- Farzaneh
- Faris
- Fatana (d'origine arabe)
- Fatomeh (d'origine arabe)
- Fereshteh (fée)
- Feriel (vérité, justice)
- Firouzeh (turquoise, précieuse)
- Forogh (luminosité)

## G

### Prénoms masculins
- Garshasp
- Giv, Guiv (personnage du Shâh Nâmeh)
- Gorgin (pareil à un loup)
- Goshtasp (personnage du Shâh Nâmeh)
- Goudarz (personnage du Shâh Nâmeh)

### Prénoms féminins
- Ghazaleh (gazelle)
- Ghassedak (pissenlit)
- Ghazal
- Ghilava (voix du Gilân)
- Goli (fleur)
- Gordafarid
- Golnâr (fleur de grenadier)
- Gelareh (yeux)
- Gita (jolie)
- Giti, Guiti (l'univers)
- Golnaz (jolie comme une fleur)
- Goshtasb
- Glavije
- Granaz

## H

### Prénoms masculins
- Hamid (d'origine arabe)
- Hirbod
- Houshang
- Hormuzd, Hormozd
- Hemat (d'origine arabe)
- Hesa
- Homâyun, Homayoon
- Hooman
- Hachem (d'origine arabe)

### Prénoms féminins
- Haiedeh, également orthographié Hayedeh (d'origine persane)
- Hasti (existence)
- Hengameh (merveille)
- Hediyeh / Hedyeh (cadeau)
- Homeyra

## I

### Prénoms masculins
- Iraj (personnage du Shâh Nâmeh)
- Izhaak

### Prénoms féminins
- Iran

### Prénoms mixtes
- Iman (d'origine arabe)

## J

### Prénoms masculins
- Jahandar (possesseur du monde)
- Jahangir (conquérant du monde)
- Jahanshah (roi, empereur du monde)
- Jamshid (empereur mythique d'Iran)
- Javad (d'origine arabe)
- Javid (éternel)
- Jeiran

### Prénoms féminins
- Javaneh (jeunesse)
- Jamileh (talent, d'origine arabe)
- Jila
- Jâleh (rosée)
- Jabiz
- Jahan (l'univers)

## K

### Prénoms masculins
- Kamran (prospère, succès)
- Kambiz
- Kamyar (chanceux)
- Kamal (d'origine arabe)
- Karim (généreux, d'origine arabe)
- Kasra (personnage du Shâh Nâmeh)
- Kaveh (personnage du Shâh Nâmeh)
- Kazem (d'origine arabe)
- Keya
- Keivan / Keyvan
- Khashayar / Xerxès (roi de perse)
- Kia (petit roi)
- Kian
- Kiarash
- Kianush
- Kohzâd
- Kourosh

### Prénoms féminins
- Katayoun (personnage dans Shâh Nâmeh)
- Khatereh (souvenir, mémoire)
- Kimia / Kimya (alchimie, rare)
- Khandan (sourire)
- Khojasteh (royal)
- Kiana (éléments de la nature)
- Khorshid (soleil)

## L

### Prénoms féminins
- Lâleh (tulipe), peut faire référence au village du même nom en Iran
- Ladan (capucine)
- Laila, Leila, Leilie ou Leyla (nuit, d'origine arabe)
- Lamina
- Lona

## M

### Prénoms masculins
- Mani (fondateur du manichéisme)
- Mazdak
- Mazda
- Mazdan
- Maziar
- Marcin
- Mahmood (d'origine arabe)
- Mahyar (ami de la lune)
- Mehran (gentil), étym. : mehraban
- Manuchehr (visage du ciel)
- Marduk
- Masoud (fortuné, d'origine arabe)
- Mehrdâd, Mithridate, (donné par Mehr, c'est-à-dire Mithra)
- Mehregan, Mehrgan
- Marzban (gardien de la Perse)
- Meysam, Maitham (eau courante, d'origine arabe)
- Milad, Millad (naissance)
- Mir
- Mirza
- Mohsen (d'origine arabe)
- Mohadji ou Mouhadji ( dérivés du prénom arabe Mouadhz)
- Mohammad (d'origine arabe)
- Morteza (d'origine arabe)
- Musa (Moïse, d'origine arabe)

### Prénoms féminins
- Mandana (princesse de Perse)
- Mahshid (clair de lune), étym. : mah signifie lune et shid, sheed signifie lumière
- Marjan (petite perle)
- Masumeh (d'origine arabe)
- Mahboubeh (d'origine arabe)
- Marzieh
- Maryam (tubéreuse -une fleur blanche-), équivalent de Marie
- Maral
- Mehraban
- Mehregân (festival persan d'automne)
- Mina
- Minu, Minoo (voûte céleste)
- Mithra (divinité perse)
- Mona
- Mojdeh (bonne nouvelle)
- Mozhgân (un cil qui tombe, symbole de chance)
- Molood (d'origine arabe)

## N

### Prénoms masculins
- Nâder (signifie rare, d'origine arabe)
- Nafis (précieux, d'origine arabe)
- Naghi (d'origine arabe)
- Namdar, Namvar (célèbre)
- Nami
- Nariman (personnage dans Shâh Nâmeh)
- Naser (ami, d'origine arabe)
- Navid, Naveed (bonne nouvelle)
- Nima
- Nojan

### Prénoms féminins
- Nafiseh (d'origine arabe)
- Naghmeh (mélodie, d'origine arabe)
- Nasrin, Nasreen, Nesrin (rose sauvage, d'origine arabe)
- Nâzanin, Nazaneen (adorable, délicate, belle)
- Nadereh (signifie rare, d'origine arabe)
- Nahal (petit arbre)
- Nahid
- Nastaran
- Nasim, Nassimeh (brise, d'origine arabe)
- Negar (bien-aimée)
- Negin (diamant)
- Niloufar, Niloofar (fleur de lotus, Nénuphar)
- Nessa   (Femme, d’origine arabe)
- Niyusha, Niusha
- Nur/Noor (la lumière, d'origine arabe)

### Prénoms mixtes
- Nosrat (d'origine musulmane)

## O

### Prénoms masculins
- Orod
- Orang (sagesse)
- Omid, Omeed (espoir, d'origine arabe)

### Prénoms féminins
- Oldooz (étoile)
- Olya (sacré)
- Oranous (Uranus)
- Orkideh (orchidée)

## P

### Prénoms masculins
- Papak
- Parizad
- Parham
- Parsa (pur)
- Parviz (personnage dans Shâh Nâmeh)
- Payam (message)
- Pedram (succès dans la vie)
- Pejman (souhait)
- Peyman
- Piruz
- Pouria
- Pouya (chercheur, dynamique)

### Prénoms féminins
- Parastu, Parastoo (hirondelle)
- Pardis (ville, Paradis)
- Parisa, Pareesa (fée, féerique)
- Parisan
- Parvin, Parveen (l'amas des Pléiades)
- Payvand
- Parinaz
- Parnian (la soie, la douceur)
- Parvaneh (papillon)
- Paymaneh
- Pegah (l'aube)
- Parmis, Parmiss
- Pooneh (menthe pouliot)

## R

### Prénoms masculins
- Rahim (compatissant, d'origine arabe)
- Ramin, Rameen (joyeux)
- Ramtin (célèbre musicien)
- Rashid (guide vers la lumière du chemin, d'origine arabe)
- Rakhshan (lumineux)
- Rezâ (satisfait, d'origine arabe)
- Rostam (personnage dans Shâh Nâmeh)

### Prénoms féminins
- Reyhaneh (basilic)
- Rima, Reema, Rimah (antilope, gazelle, d'origine arabe)
- Roghayeh (d'origine arabe)
- Royâ (rêve, d'origine arabe)
- Roxana, Roshanak (beauté lumineuse)

## S

### Prénoms masculins
- Safâ
- Saeed (d'origine arabe)
- Sâm (personnage du Shâh Nâmeh)
- Saman (calme)
- Samir (ami, d'origine arabe)
- Sassan, Sasan (ancêtre des Sassanides)
- Sepanta (joie et bonté)
- Sepehr
- Shahin (espèce d'aigle)
- Shapour (fils de monarque)
- Shahryar (bon roi)
- Sheeralam
- Shervin (âme éternelle)
- Siavash (personnage dans Shâh Nâmeh)
- Sohrab (personnage dans Shâh Nâmeh)
- Soroush

### Prénoms féminins
- Sadaf (perle, coquillage)
- Saeedeh (d'origine musulmane)
- Sahar (avant l'aube, croissant de lune -en poésie-, (d'origine arabe))
- Sânaz (pleine de grâce)
- Salimeh (calme, paix, d'origine arabe)
- Sarah (d'origine hébraïque)
- Sedigheh (d'origine arabe)
- Sepideh (l'aurore, l'aube)
- Shabahang
- Shabnam (rosée)
- Shadi (joie)
- Shaghayegh (coquelicot)
- Shahrzad, Sheherazade (née dans la ville), azadeh signifie aussi libre
- Shahnâz (délice du roi)
- Shirin (sucrée)
- Sheedeh
- Sheyda (passionnée d'amour)
- Shokoofé (fleur)
- Simin (argenté)
- Setâreh (étoile)
- Sogol (bien-aimée, adorée, d'origine turque)
- Soheila (d'origine musulmane)
- Soraya (beauté des étoiles, princesse, d'origine arabe)
- Soumaya

## T

### Prénoms masculins
- Taher (pur ou chaste) équivalent de Tahor (d'origine hébraïque) et Tahir (d'origine arabe)
- Tirdad
- Turan (pays de Tur, Tur étant un personnage dans Shâh Nâmeh)
- Tooraj, Touraj, Toraj (personnage dans Shâh Nâmeh)
- Tahmouress (nom d'un roi iranien)
- Tahmaseb (personnage dans Shâh Nâmeh)
- Tami
- Teymoor (référence à Timour - d'origine turque)

### Prénoms féminins
- Tamana, Tamanna (souhait, (d'origine arabe)
- Tahmineh, Tamina (personnage dans Shâh Nâmeh, femme de Rostam dans l'histoire "Rostam et Sohrâb")
- Tara
- Taraneh (mélodie)
- Tarsa (adoratrice de Ahura Mazda)
- Tannaz (coquette)
- Tahereh, Tahirih (pure, (d'origine arabe)
- Talayeh (or, rayon de soleil)
- Tanine

## V

### Prénoms masculins
- Vahid (unique, d'origine arabe)
- Vandad
- Varshasp
- Vafa (loyal)
- Varshasb
- Vishtasb

### Prénoms féminins
- Vanda (variante de Wanda)
- Vida (bien-aimée, amie)
- Viyanah (intelligente)

## Y

### Prénoms masculins
- Yachar (d'origine hébraïque)
- Yaghoub (équivalent de Jacob, (d'origine hébraïque))
- Yazdgard
- Yashar (d'origine hébraïque)
- Yahya (d'origine judéo-arabe)
- Younes (d'origine abrahamique) (qui signifie : colombe), équivalent de Jonas, d'origine hébraïque)
- Yousof, Youcef, Youssef (Dieu te donne la piété, la puissance et l'influence, d'origine abrahamique) équivalent de Yosef ou Joseph, d'origine hébraïque)
- Yssa (d'origine arabe) équivalent de Aïssa, Issa ou de Jésus

### Prénoms féminins
- Yâsaman, Yâsamin, Yâs (Jasmin)
- Yaldâ (naissance), fête iranienne nommée Shab-e Yalda qui marque la plus longue nuit de l'année (solstice d'hiver le 21 décembre et début de l'hiver)
- Yeganeh (unique)
- Yekta (unique)

## Z

### Prénoms masculins
- Zand
- Zartosht, Zardosht (le Zoroastre, qui est le fondateur de la religion monothéiste: le Zoroastrisme)
- Zurvan (divinité du Zoroastrisme)
- Zakaryâ (souvenir de Dieu, d'origine musulmane)
- Zâl (personnage dans Shâh Nâmeh)

### Prénoms féminins
- Zarine, Zarrin, Zari (or)
- Zaynab, Zainab, Zeineb... (bijou précieux d'un père, fille du prophète de l'islam Mahomet, d'origine arabe)
- Zana (gracieuse), diminutif de Susannah
- Zara (demoiselle)
- Zarrin-dokht (fille d'or)
- Zibâ, Zeeba (beauté)
- Zivar
- Zohreh (planète Vénus, d'origine musulmane)